# De Tomaso P72
El De Tomaso P72 es un automóvil superdeportivo producido por el fabricante italiano De Tomaso. Al estar basado en los fundamentos del Apollo Intensa Emozione, pretende ser un homenaje al estar inspirado en el prototipo de automóvil de carreras De Tomaso P70, diseñado por Peter Brock. Estaría disponible a finales de 2022.

## Desarrollo

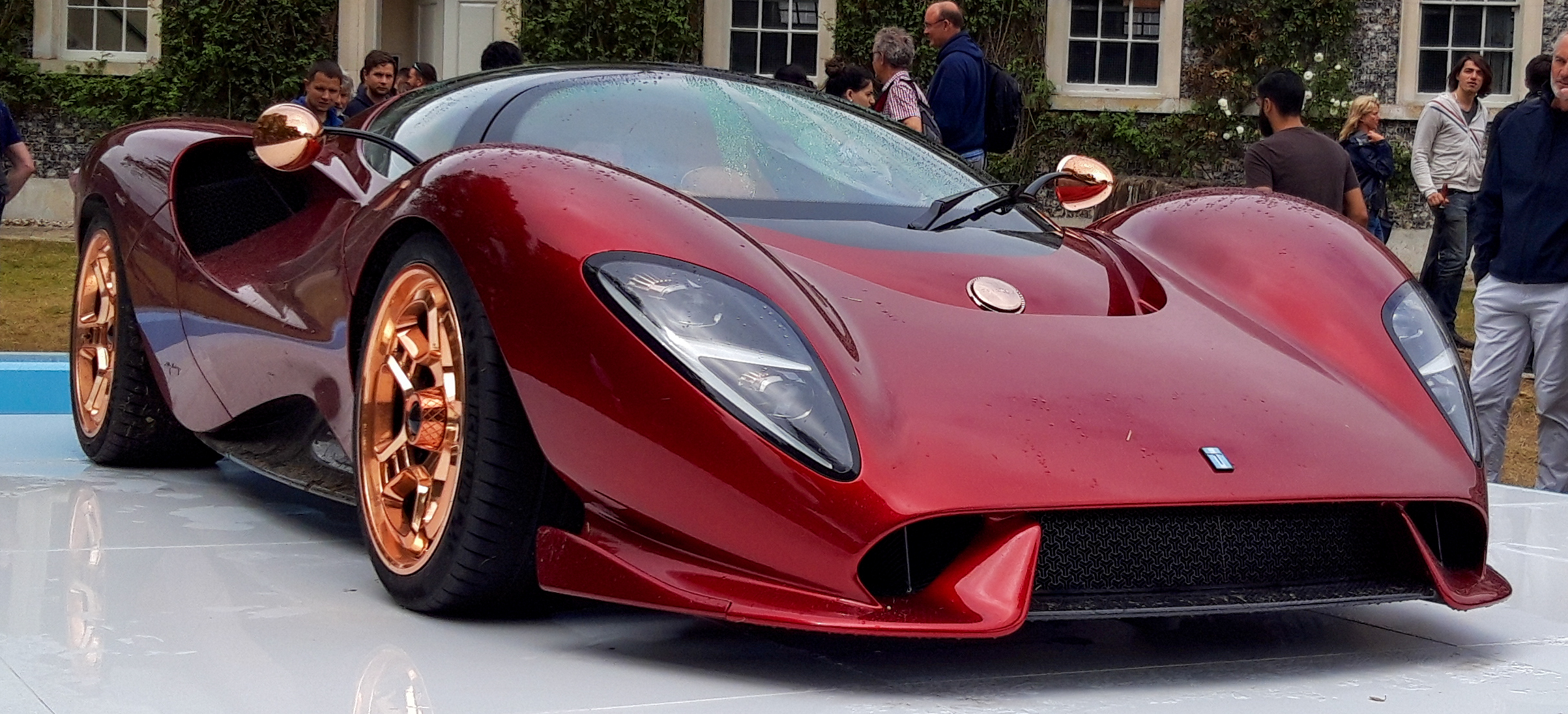
Modelo 2019 5.0

En 2014, la marca De Tomaso fue adquirida en su totalidad por parte de Ideal Team Venture, una empresa holding liderada por Norman Choi con sede en Hong Kong, la misma que había adquirido al también fabricante de automóviles alemán Gumpert. Bajo la nueva administración, se comenzó a trabajar para revivir la marca después de un intento fallido en 2009. Después de una campaña publicitaria basada en la historia de la compañía y algunos videos de muestra del nuevo coche en desarrollo, bajo el nombre en clave "Proyecto P", la compañía lo presentó en el Festival de la velocidad de Goodwood de 2019. Utiliza un chasis monocasco de fibra de carbono fabricado según los estándares LMP1 y se basa en el Apollo Intensa Emozione. A diferencia de este último, estaría destinado a ser un gran turismo.
La fábrica se instalaría en Estados Unidos, teniendo previsto comenzar la producción en 2022 y las primeras entregas en 2023, pero la Pandemia de COVID-19 obligó a un cambio de planes para la construcción de sus instalaciones y todo se detuvo.

“Hoy estamos orgullosos de anunciar una nueva alianza estratégica que reafirma nuestra filosofía, fortalece nuestras competencias básicas y asegura el más alto nivel de calidad para nuestras futuras ofertas. Nuestro P72 no solo será desarrollado, sino también producido en el legendario Nürburgring, brindando una experiencia inigualable, calidad y valor para nuestros clientes…”
dijo Norman Choi, presidente de De Tomaso Automobili.

Con esto último, se confirmaba que sería fabricado en la nueva planta de De Tomaso en Nürburgring, Alemania, que comenzaría a funcionar desde el verano de 2022, para iniciar con las primeras entregas en 2023.
Ha sido desarrollado y construido junto con Capricorn Group, el mismo responsable del Porsche 919 Hybrid ganador de las 24 Horas de Le Mans entre 2015 y 2017. También toma en cuenta el poder superar los requisitos de seguridad y certificación de la FIA sin necesidad de una jaula de seguridad.

“De la misma manera que el Pantera creó una nueva categoría cuando debutó en 1970, el P72 creará un nuevo punto de referencia propio. Hemos creado una máquina del tiempo moderna que rinde homenaje a una parte integral de la historia y un automóvil con su propia procedencia. Cuando se revelen las especificaciones finales y el precio del automóvil, la gente se dará cuenta de cómo se adhiere a los seis pilares fundamentales de De Tomaso: herencia, pasión, carreras, diseño europeo y rendimiento de clase mundial a un valor extremo…”
señala De Tomaso Automobili.

## Diseño

### Exterior

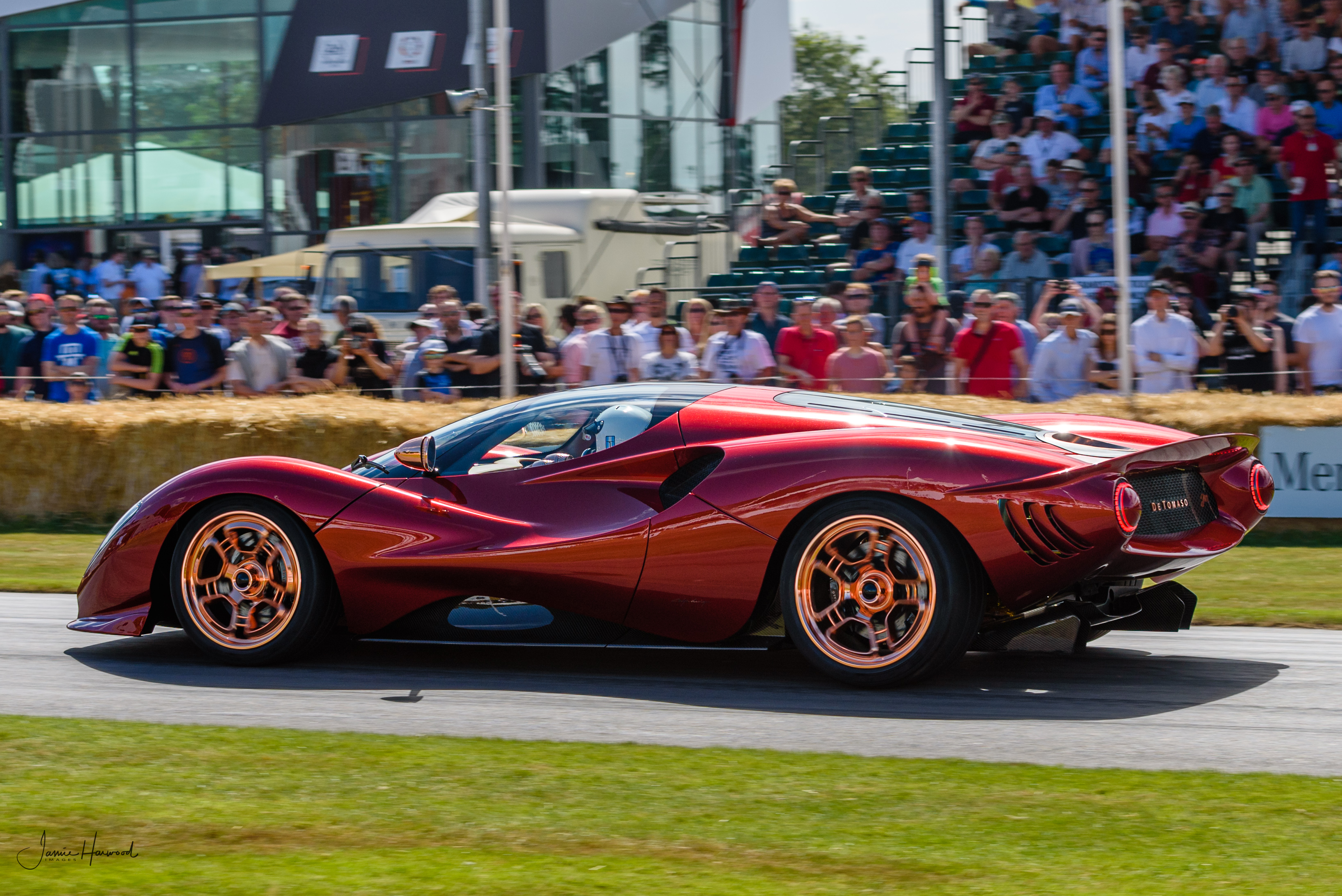
Vista lateral

Al haber sido diseñado por Jowyn Wong de Wyn Design, el exterior se basa en el coche de carreras P70 y los coches prototipo de Le Mans de los años 1970, combinando elementos modernos con la forma clásica. También cuenta con un sistema de escape montado en la parte superior.
Tiene formas orgánicas con numerosas líneas curvas continuas que corren por todo su alrededor, unos grandes pasos de rueda abombados junto con los espejos retrovisores exteriores con un diseño muy retro alargado y redondo, además de la tapa emblema delantera.
El chasis de carbono y la geometría de la suspensión, aumentan la seguridad, garantizan el más alto nivel de calidad y reducen considerablemente el centro de gravedad. El nuevo chasis es de una construcción modular para aumentar la rigidez torsional, un diseño simétrico y un ahorro de peso en comparación con la plataforma del prototipo.
En la parte frontal se sigue manteniendo la tapa del depósito del líquido de lavado que tenía anteriormente el P70 de 1964. En la parte baja del frontal tiene un patrón de herradura que se repite en el resto del coche, así como en las entradas de aire de los laterales y en la refrigeración trasera, con una sensación de nave espacial retro, debido a la forma de las calaveras traseras tipo bola de cohete. Es posible visualizar el vano motor trasero a través de la gran rejilla de ventilación.
Para la forma del techo, se ha decidido utilizar un panel de cristal que engloba tanto la luna frontal como las ventanas, sin dar la posibilidad de poder abrir la ventana, ya que está unida al techo. Para el modelo final de producción, dispondría de algún sistema de ventana con posibilidad de abrirse, es decir, habría un rediseño de la unión de las puertas con el techo.

### Interior
El interior está tapizado en cuero italiano cosido con diamantes y tiene un panel de instrumentos opulento con elementos de cobre pulido, junto con una palanca de cambios de la transmisión tipo varilla abierta con acabado en cobre. El interior también tiene un diseño circular de instrumentación analógica y digital para recordar los interiores de los coches de los años 1960 y 1970, haciendo contraste con detalles del chasis visible, que nos recuerda también al Pagani Huayra, pero con un toque más minimalista, sin tanta tecnología ni complejidad, aunque se aprecia un alto cuidado en los materiales. La cabina con forma de invernadero, también tiene materiales como la fibra de carbono y un volante con varios botones.

## Especificaciones
En octubre de 2019, se develó que estaría equipado con un V8 Ford Coyote de 4951 cm³ (5 L; 302,1 plg³) sobrealimentado por un compresor volumétrico tipo Roots, el cual ha sido fabricado por la empresa estadounidense de tuning Roush Performance. Es el resultado de una colaboración técnica entre ambas empresas. Está acoplado a una transmisión manual de seis velocidades desarrollada por el propio fabricante, con cambios rápidos e imperceptibles que le ayudan para un buen rendimiento. El V8 desarrolla una potencia de salida de 700 CV (690 HP; 515 kW) y un par máximo de 825 N·m (608 lb·pie), utilizando gasolina de 91 octanos y una línea roja de 7500 rpm, logrando así una curva de potencia sólida.
Además, está previsto que pueda cumplir con todas las normativas de emisiones contaminantes, tanto en Estados Unidos como en Europa. También se tiene contemplado contar con un inventario de refacciones y accesorios, en caso de ser necesario. El V8 cuenta con un sistema único de lubricación por cárter seco en una posición muy baja dentro del chasis.
Estaría disponible con dos tipos diferentes de rines, basados en una simetría quíntuple o pentagonal, haciendo referencia a la naturaleza. Esto es una característica que el diseñador Jowyn Wong ha explicado anteriormente, puesto que para él la naturaleza era su fuente de inspiración. Se esperaba que fueran de 21 pulgadas (53,3 cm) en la parte trasera y de 20 pulgadas (50,8 cm) las delanteras.